# Cryptochironomus supplicans
Cryptochironomus supplicans är en tvåvingeart som först beskrevs av Johann Wilhelm Meigen 1830.  Cryptochironomus supplicans ingår i släktet Cryptochironomus och familjen fjädermyggor. Arten är reproducerande i Sverige. Inga underarter finns listade i Catalogue of Life.